# Paolo Banchero
Pour les articles homonymes, voir Banchero.
Paolo Napoleon James Banchero, né le 12 novembre 2002 à Seattle dans l'État de Washington, est un joueur américano-italien de basket-ball évoluant au poste d'ailier fort.

## Biographie

### Carrière universitaire
Paolo Banchero fait ses débuts avec Duke face aux Wildcats du Kentucky, il inscrit 22 points et prend 7 rebonds. Lors de la March Madness 2022, les Blue Devils se font éliminer en demi-finale du Final Four par les Tar Heels de la Caroline du Nord malgré un Paolo Banchero en double-double (20 points et 10 rebonds).
Le 20 avril 2022, il se présente pour la draft 2022 où il est attendu parmi les cinq premiers choix.

### Carrière professionnelle

#### Magic d'Orlando (depuis 2022)
Lors de la draft 2022, il est choisi en première position par le Magic d'Orlando.
Lors de sa première rencontre professionnelle, en octobre 2022, Banchero marque 27 points, prend 9 rebonds et fait 5 passes décisives. Il est le premier joueur dont les statistiques sur le premier match en NBA sont à plus de 25 points, 5 rebonds et 5 passes décisives depuis LeBron James en 2003.
À la fin de la saison, Banchero est élu NBA Rookie of the Year.

### Équipe nationale
Hésitant entre les États-Unis et l'Italie, il choisit finalement de représenter Team USA pour la Coupe du monde 2023.

## Palmarès

### NBA
- 1 sélection au NBA All-Star Game en 2024.
- NBA Rookie of the Year en 2023.
- NBA All-Rookie First Team en 2023.
- 4 × rookie du mois de la conférence Est en 2022-2023 : décembre, janvier, février et mars-avril

### Université
- Consensus second-team All-American en 2022
- ACC Rookie of the Year en 2022
- First-team All-ACC en 2022
- ACC All-Rookie Team en 2022
- McDonald's All-American en 2021
- Jordan Brand Classic en 2021
- Nike Hoop Summit en 2021

## Statistiques

### Universitaires
| Saison    | Équipe   | Matchs | Titul. | Min./m | % Tir | % 3pts | % LF | Rbds/m. | Pass/m. | Int/m. | Ctr/m. | Pts/m. |
| --------- | -------- | ------ | ------ | ------ | ----- | ------ | ---- | ------- | ------- | ------ | ------ | ------ |
| 2021-2022 | Duke     | 39     | 39     | 33,0   | 47,8  | 33,8   | 72,9 | 7,80    | 3,20    | 1,10   | 0,90   | 17,20  |
| Carrière  | Carrière | 39     | 39     | 33,0   | 47,8  | 33,8   | 72,9 | 7,80    | 3,20    | 1,10   | 0,90   | 17,20  |

### Professionnelles

#### Saison régulière
| Recrue/rookie de la saison |

| Saison        | Équipe        | Matchs | Titul. | Min./m | % Tir | % 3pts | % LF | Rbds/m. | Pass/m. | Int/m. | Ctr/m. | Pts/m. |
| ------------- | ------------- | ------ | ------ | ------ | ----- | ------ | ---- | ------- | ------- | ------ | ------ | ------ |
| 2022-2023     | Orlando       | 72     | 72     | 33,7   | 42,7  | 29,8   | 73,8 | 6,90    | 3,74    | 0,83   | 0,54   | 19,96  |
| 2023-2024     | Orlando       | 80     | 80     | 35,0   | 45,5  | 33,9   | 72,5 | 6,90    | 5,40    | 0,90   | 0,60   | 22,60  |
| 2024-2025     | Orlando       | 46     | 46     | 34,4   | 45,2  | 32,0   | 72,7 | 7,50    | 4,76    | 0,78   | 0,60   | 25,89  |
| Carrière      | Carrière      | 198    | 198    | 34,4   | 44,5  | 32,0   | 73,0 | 7,05    | 4,64    | 0,84   | 0,58   | 22,38  |
| All-Star Game | All-Star Game | 1      | 0      | 18,9   | 33,3  | 0,0    | –    | 9,00    | 5,00    | 0,00   | 0,00   | 6,00   |

#### Playoffs
| Saison   | Équipe   | Matchs | Titul. | Min./m | % Tir | % 3pts | % LF | Rbds/m. | Pass/m. | Int/m. | Ctr/m. | Pts/m. |
| -------- | -------- | ------ | ------ | ------ | ----- | ------ | ---- | ------- | ------- | ------ | ------ | ------ |
| 2024     | Orlando  | 7      | 7      | 37,5   | 45,6  | 40,0   | 75,5 | 8,60    | 4,00    | 1,10   | 0,60   | 27,00  |
| Carrière | Carrière | 7      | 7      | 37,5   | 45,6  | 40,0   | 75,5 | 8,60    | 4,00    | 1,10   | 0,60   | 27,00  |

## Records sur une rencontre en NBA
Les records personnels de Paolo Banchero en NBA sont les suivants, :
| Type de statistique        | Saison régulière | Saison régulière            | Saison régulière | Playoffs | Playoffs                 | Playoffs      |
| Type de statistique        | Record           | Adversaire                  | Date             | Record   | Adversaire               | Date          |
| -------------------------- | ---------------- | --------------------------- | ---------------- | -------- | ------------------------ | ------------- |
| Points                     | 50               | Pacers de l'Indiana         | 28 octobre 2024  | 39       | @ Cavaliers de Cleveland | 30 avril 2024 |
| Paniers marqués            | 16               | 3 fois                      | 3 fois           | 14       | 2 fois                   | 2 fois        |
| Paniers tentés             | 32               | @ Timberwolves de Minnesota | 14 mars 2025     | 32       | Celtics de Boston        | 27 avril 2025 |
| Paniers à 3 points réussis | 6                | 3 fois                      | 3 fois           | 4        | 3 fois                   | 3 fois        |
| Paniers à 3 points tentés  | 10               | 2 fois                      | 2 fois           | 9        | Cavaliers de Cleveland   | 25 avril 2024 |
| Lancers francs réussis     | 15               | 2 fois                      | 2 fois           | 15       | @ Cavaliers de Cleveland | 5 mai 2024    |
| Lancers francs tentés      | 22               | Pacers de l'Indiana         | 28 octobre 2024  | 18       | @ Cavaliers de Cleveland | 5 mai 2024    |
| Rebonds offensifs          | 5                | 2 fois                      | 2 fois           | 7        | Cavaliers de Cleveland   | 25 avril 2024 |
| Rebonds défensifs          | 15               | 2 fois                      | 2 fois           | 12       | @ Cavaliers de Cleveland | 5 mai 2024    |
| Rebonds totaux             | 18               | @ Wizards de Washington     | 3 avril 2025     | 16       | @ Cavaliers de Cleveland | 5 mai 2024    |
| Passes décisives           | 11               | 2 fois                      | 2 fois           | 5        | 3 fois                   | 3 fois        |
| Interceptions              | 4                | @ Clippers de Los Angeles   | 31 octobre 2023  | 3        | @ Cavaliers de Cleveland | 5 mai 2024    |
| Contres                    | 4                | 2 fois                      | 2 fois           | 2        | Cavaliers de Cleveland   | 27 avril 2024 |
| Balles perdues             | 8                | 2 fois                      | 2 fois           | 9        | @ Cavaliers de Cleveland | 20 avril 2024 |
| Minutes jouées             | 45               | @ Kings de Sacramento       | 3 mars 2024      | 42       | @ Cavaliers de Cleveland | 5 mai 2024    |

- Double-double : 42 (dont 3 en playoffs)
- Triple-double : 2

Dernière mise à jour : 20 avril 2025

## Vie privée
Paolo Banchero est l'arrière-arrière-petit-fils de mineurs et paysans ligures partis aux États-Unis au début du XXe siècle pour chercher une vie meilleure.
Son père, Mario, est un ancien joueur de football américain qui a joué en tant que tight end au niveau universitaire. Conseillé par ce dernier, Paolo Banchero obtient le passeport italien en février 2020, permettant au jeune joueur de basket-ball de pouvoir jouer en équipe d'Italie,. Sa mère, Rhonda Smith-Banchero (en), est une ancienne joueuse de basket-ball, draftée au troisième tour de la draft WNBA 2000, elle a notamment joué aux Monarchs de Sacramento.